# Majida Maayouf
Majida Maayouf (Brarha, Marruecos, 24 de julio de 1989) es una deportista española de origen marroquí que compite en atletismo, especialista en la prueba de maratón. Ganó dos medallas en el Campeonato Europeo de Atletismo en Ruta de 2025, oro en la prueba por equipo y plata individual.

## Trayectoria deportiva
Majida Maayouf nació en Marruecos, pero en 2011 se fue a vivir a España y desde 2013 está asentada en la provincia de Álava.
Durante la mayor parte de su carrera como atleta se centró en las carreras populares en ruta, sin participar apenas en competiciones oficiales. Como marroquí solo tomó parte en el Campeonato Mundial de Campo a Través de 2006, en categoría sub-20.
En 2020, durante una carrera popular disputada en Alemania, dio positivo en un control antidopaje. Sin embargo, obtuvo un permiso retroactivo para utilizar el medicamento detectado y no fue sancionada.
A partir de 2022 empezó a mejorar sus marcas y en diciembre, durante la maratón de Valencia, batió el récord de Marruecos de maratón con una marca de 2h21:01.
En junio de 2023 obtuvo la nacionalidad española. En diciembre del mismo año, de nuevo en Valencia y en su primera maratón como atleta española, batió el récord de España con una marca de 2h21:27.
Participó en los Juegos Olímpicos de París 2024, ocupando el decimoséptimo lugar en la maratón.

## Palmarés internacional
| Campeonato Europeo en Ruta | Campeonato Europeo en Ruta | Campeonato Europeo en Ruta | Campeonato Europeo en Ruta |
| Año                        | Lugar                      | Medalla                    | Prueba                     |
| -------------------------- | -------------------------- | -------------------------- | -------------------------- |
| 2025                       | Bruselas/Lovaina (Bélgica) | Medalla de oro             | Maratón por equipo         |
| 2025                       | Bruselas/Lovaina (Bélgica) | Medalla de plata           | Maratón                    |